# Poecilia caucana
Espèce
Synonymes
- Allopoecilia caucana (Steindachner, 1880)[2]
- Girardinus caucanus Steindachner, 1880[1]
- Mollienesia caucana (Steindachner, 1880)[2]
- Mollienisia caucana (Steindachner, 1880)[2]

Statut de conservation UICN

 LC  : Préoccupation mineure
Poecilia caucana, communément appelé Molly de Cauca[réf. nécessaire], est une espèce de poissons d'eau douce de la famille des Poeciliidae.

## Répartition
Poecilia caucana habite les eaux peu profondes du Venezuela, du Panama et de la Colombie. Il préfère les endroits où la végétation est abondante.

## Description
Poecilia caucana mesure 3 à 4 cm. La femelle est plus ronde et plus grosse que le mâle. Le corps en entier est de couleur bleu-gris, à l'exception de la nageoire dorsale qui présente une tache jaune et une tache noire. Le mâle se différencie facilement de la femelle par la présence d'un gonopode (nageoire anale modifiée servant à la reproduction).

## Paramètres de l'eau
La température de l'eau dans son habitat naturel se situe entre 22 et 25 °C et le pH entre 6,5 et 7,2.

## Alimentation
Poecilia caucana se nourrit de végétaux, d'algues et de larves de moustiques.